# Клёнкин, Данил Константинович
Дани́л Константи́нович Клёнкин (род. 14 июля 1990, Внуково, Московская область, РСФСР, СССР) — российский футболист, полузащитник.

## Биография

### Ранние годы
Родился 14 июля 1990 года в посёлке Внуково. Футболом начал заниматься в школе московского «Спартака», однако вскоре перешёл в «ФШМ-Торпедо», где тренировался под руководством Петра Ивановича Семшова (отец бывшего игрока сборной России Игоря Семшова).

### Клубная карьера
Взрослую карьеру начал в 2008 году в молодёжной команде «Торпедо» в любительской лиге. В 2009 году дебютировал на профессиональном уровне в составе клуба ПФЛ «Торпедо-ЗИЛ».
Весной 2011 года подписал контракт с другим клубом ПФЛ «Истра», но уже летом того же года перебрался в стан клуба ФНЛ «Газовик». В сезоне 2011/2012 игрок преимущественно выступал в роли игрока ротации, практически во всех матчах выходя на замену во втором тайме. По итогам сезона вылетел вместе с клубом во второй дивизион. В следующем сезоне стал победителем зоны ПФЛ «Урал-Поволжье», однако покинул клуб, подписав контракт с «Тюменью».
В сезоне 2013/2014 вновь стал победителем зоны и вместе с командой перешёл в ФНЛ. Летом 2017 года, после четырёх лет проведённых в «Тюмени», стал игроком самарских «Крыльев Советов». Летом 2018 года покинул самарский клуб.
31 августа 2018 года пополнил состав «Тамбова», в составе которого стал победителем первенства ФНЛ и вместе с командой вышел в РПЛ. 21 января контракт был расторгнут  по обоюдному согласию сторон.
27 января 2020 года подписал контракт с «Нефтехимиком». За 1,5 года в составе нижнекамской провёл 41 матч и забил 7 голов.
2 июля 2021 года перешёл в калининградскую «Балтику». Дебютировал за новый клуб в матче против «Оренбурга» (1:1). Первый гол забил 29 сентября 2021 года, в игре против «Текстильщика» (2:3). 3 июня 2023 года провёл последний матч в составе калининградской команды.
27 июня 2023 года стал игроком астраханского «Волгаря».  21 июня 2024 года покинул клуб в связи с окончанием контракта.
В июне 2024 года вернулся в «Тюмень». 30 января 2025 года покинул клуб по семейным обстоятельствам и завершил профессиональную карьеру. Будет выступать за команду медиалиги «ФК 10».

## Достижения
«Газовик»
- Победитель зоны «Урал-Поволжье» первенства ПФЛ: 2012/13

«Тюмень»
- Победитель зоны «Урал-Поволжье» первенства ПФЛ: 2013/14

«Тамбов»
- Победитель первенства ФНЛ: 2018/19

«Балтика»
- Серебряный призёр Первой лиги: 2022/23

## Статистика
| Клуб             | Сезон            | Чемпионат | Чемпионат | Кубок | Кубок | Всего | Всего |
| Клуб             | Сезон            | Игры      | Голы      | Игры  | Голы  | Игры  | Голы  |
| ---------------- | ---------------- | --------- | --------- | ----- | ----- | ----- | ----- |
| Торпедо-ЗИЛ      | 2009             | 0         | 0         | 4     | 0     | 4     | 0     |
| Торпедо-ЗИЛ      | 2010             | 0         | 0         | 2     | 0     | 3     | 0     |
| Торпедо-ЗИЛ      | Итого            | 0         | 0         | 6     | 0     | 6     | 0     |
| Истра            | 2011/12          | 17        | 2         | 4     | 0     | 21    | 2     |
| Истра            | Итого            | 17        | 2         | 4     | 0     | 21    | 2     |
| Газовик          | 2010/11          | 17        | 0         | 0     | 0     | 17    | 0     |
| Газовик          | 2012/13          | 17        | 0         | 3     | 0     | 20    | 0     |
| Газовик          | Итого            | 34        | 0         | 3     | 0     | 37    | 0     |
| Тюмень           | 2013/14          | 23        | 1         | 4     | 1     | 27    | 2     |
| Тюмень           | 2014/15          | 30        | 2         | 1     | 0     | 31    | 2     |
| Тюмень           | 2015/16          | 36        | 8         | 0     | 0     | 36    | 8     |
| Тюмень           | 2016/17          | 36        | 9         | 1     | 0     | 37    | 9     |
| Тюмень           | Итого            | 125       | 20        | 6     | 1     | 131   | 21    |
| Крылья Советов   | 2017/18          | 37        | 2         | 4     | 1     | 41    | 3     |
| Крылья Советов   | Итого            | 37        | 2         | 4     | 1     | 41    | 3     |
| Тамбов           | 2018/19          | 24        | 3         | 1     | 1     | 25    | 4     |
| Тамбов           | 2019/20          | 3         | 0         | 0     | 0     | 3     | 0     |
| Тамбов           | Итого            | 27        | 3         | 1     | 1     | 28    | 4     |
| Нефтехимик       | 2019/20          | 2         | 0         | 0     | 0     | 2     | 0     |
| Нефтехимик       | 2020/21          | 39        | 7         | 0     | 0     | 39    | 7     |
| Нефтехимик       | Итого            | 41        | 7         | 0     | 0     | 41    | 7     |
| Балтика          | 2021/22          | 34        | 3         | 4     | 0     | 38    | 3     |
| Балтика          | 2022/23          | 17        | 2         | 1     | 0     | 18    | 2     |
| Балтика          | Итого            | 51        | 5         | 5     | 0     | 56    | 5     |
| Итого за карьеру | Итого за карьеру | 332       | 39        | 29    | 3     | 361   | 42    |